# 4358 Lynn
4358 Lynn è un asteroide della fascia principale. Scoperto nel 1909, presenta un'orbita caratterizzata da un semiasse maggiore pari a 2,6085074 UA e da un'eccentricità di 0,1703554, inclinata di 13,08302° rispetto all'eclittica.
L'asteroide è dedicato all'astronomo britannico William Thynne Lynn.